# TurkStream

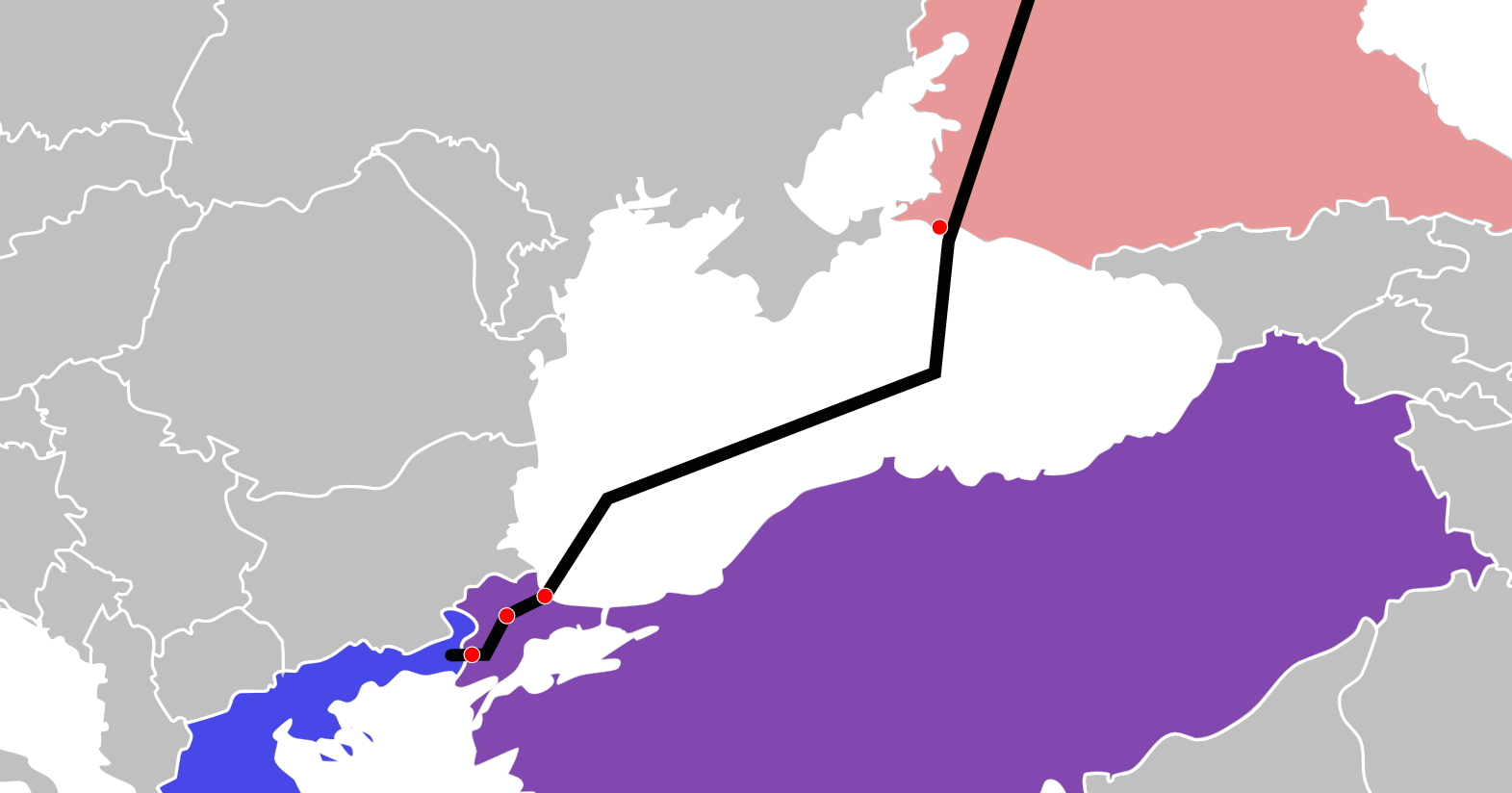
Geplanter Verlauf der Pipeline „Turkish Stream“

TurkStream (russisch Турецкий поток; türkisch Türk Akımı) – ehemals Turkish Stream – ist eine internationale Gaspipeline, die von der südrussischen Küstenstadt Anapa durch das Schwarze Meer bis zum türkischen Ort Kıyıköy im europäischen Teil der Türkei verläuft. Von dort führt sie weiter bis zur Ortschaft Lüleburgaz, wo die Übergabe des Gases ins türkische Ferngasnetz erfolgt. Die Hälfte der Kapazität ist für den türkischen Markt bestimmt, die andere Hälfte für den Balkan.
Turkstream wurde vollständig von Gazprom finanziert. Zum Bau der ca. 1100 km langen Gaspipeline mit ihren 2 Strängen wurde auf russischem Gebiet die für das aufgegebene Projekt South Stream gebaute Infrastruktur genutzt. Der Offshore-Teil der Pipeline ist 910 km lang und reicht bis in 2200 m Wassertiefe. Sie hat eine Transportkapazität von 31,5 Mrd. Normkubikmetern pro Jahr, je Strang 15,75 * 109 m3. Der kommerzielle Betrieb begann am 1. Januar 2020 und wurde mit einer Eröffnungsfeier am 8. Januar 2020 unter Teilnahme der Präsidenten der beiden beteiligten Länder, Recep Erdoğan und Wladimir Putin, gewürdigt.

## Zweck der Pipeline

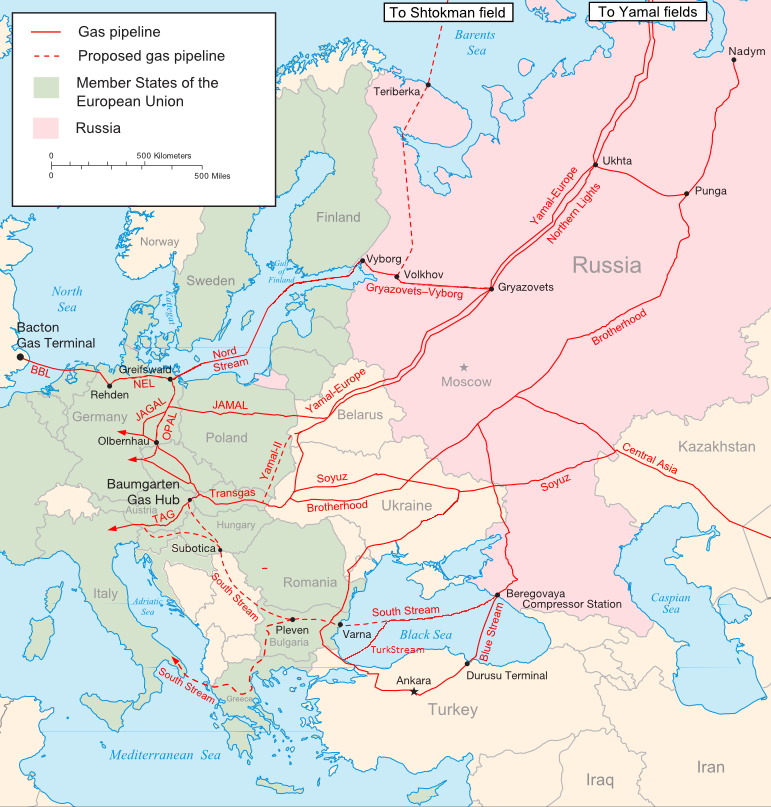
Pipeline-Netz von Russland nach Westeuropa

Russisches Erdgas wurde bisher über die Pipeline Blue Stream direkt in die Türkei geliefert, ohne dass es durch ein anderes Transitland transportiert werden muss. Turkish Stream ergänzt die Transportkapazität von Blue Stream, das maximal 19 Milliarden Kubikmeter Erdgas pro Jahr ermöglicht, erheblich, und kann so ein mögliches Wachstum des türkischen Bedarfs decken. Die Türkei hat derzeit realistisch gesehen wenig Alternativen zu russischem Erdgas. Im voll ausgebauten Zustand mit vier Röhren könnte Turkish Stream mehr als dreimal so viel Gas transportieren wie Blue Stream.
Eine weitere Möglichkeit von Turkish Stream besteht in der Lieferung von Erdgas über die Türkei als Transitland in Länder der Europäischen Union (über z. B. die Trans-Adria-Pipeline). Gazprom begann, für die Versorgung Südosteuropas die Pipeline South Stream zu bauen, die Gas nach Bulgarien liefern sollte. Später änderte Gazprom seine Pläne. Die Kapazität der vier Röhren von Turkish Stream soll bis zu 63 Milliarden m³ Gas pro Jahr betragen, wovon 47 Milliarden m³ Gas nach İpsala an der türkisch-griechischen Grenze transportiert werden sollen. Ein Verteilerzentrum dort soll Gas in andere europäischen Länder transportieren. Gazprom beabsichtigt, mit der neuen Gaspipeline die Transportwege zu diversifizieren, um damit die Abhängigkeit der Lieferanten und Käufer von den Transitländern Belarus, Polen, Ukraine, Slowakei und Österreich zu verringern, durch die derzeit Pipelines für russisches Erdgas nach Südeuropa verlaufen.

## Wettbewerb um Gaslieferung und -transport
Die Transanatolische Pipeline (TANAP) verläuft ebenso wie Turkish Stream durch den Südlichen Korridor. TANAP wird nicht mit russischem Gas, sondern von Aserbaidschan aus mit Gas versorgt. Von Griechenland aus soll das aserbaidschanische Gas in andere europäische Länder, vor allem nach Südosteuropa, weitergeleitet werden. Die Anteile an TANAP werden von der türkischen BOTAŞ und TPAO (20 %) sowie der staatlichen SOCAR aus Aserbaidschan gehalten (80 %). Einziger Pipeline-Betreiber Griechenlands ist DESFA (National Natural Gas System Operator S.A.) Das Dritte Energiepaket der EU verlangt die Trennung von Netzbetrieb und Erzeugung. Die EU-Kommission prüft deswegen die Übernahme des griechischen Gasfernleitungsnetzbetreibers DESFA durch die staatliche Mineralölgesellschaft der Republik Aserbaidschan SOCAR, die einen Anteil von 66 % an DESFA kaufen möchte. Wettbewerber wie Turkish Stream könnten von SOCAR am Zugang zum griechischen Pipeline-Netz gehindert werden.

## Tesla-Pipeline
Die Tesla-Pipeline ist ein von der EU als „Project of Common Interests“ eingestuftes Vorhaben, den Transport von Erdgas zwischen Griechenland und Österreich zu ermöglichen. Russisches Erdgas, das durch die geplante Turkish-Stream-Pipeline nach Griechenland transportiert wurde, soll über Nordmazedonien, Serbien, Ungarn und Österreich in die Balkanländer sowie nach Mitteleuropa und Italien weitergeleitet werden. Auf griechischem Boden soll dafür eine Pipeline von der Grenze zur Türkei an die Grenze zu Nordmazedonien und zwei oder drei Verdichterstationen gebaut werden.

## Entstehungsgeschichte

### 2014
Am 1. Dezember erklärte der russische Staatspräsident Wladimir Putin auf einer Pressekonferenz in Ankara, dass Russland wegen der Position der Europäischen Union auf den Bau der Pipeline South Stream verzichten werde. Frei werdende Ressourcen würden in andere Regionen und Flüssiggas-Projekte umgeleitet. „Wir denken, dass die Position der Europäischen Kommission nicht konstruktiv war. Tatsächlich war es nicht so, dass die Europäische Kommission bei der Verwirklichung dieses Projekts geholfen hätte, vielmehr sehen wir, dass der Verwirklichung Hindernisse in den Weg gelegt werden. Wenn Europa das Projekt nicht verwirklichen will, so heißt das, dass es nicht verwirklicht wird.“ erklärte Putin. Ursache für den Verzicht auf den Bau von South Stream sei, so Putin, dass Bulgarien keine Baugenehmigung erteilt habe.
Das Handeln der bulgarischen Regierung war dabei Teil der westlichen Sanktionspolitik gegenüber Russland als Reaktion auf die Ukraine-Krise. Gazprom-Chef Alexei Miller erklärte am 1. Dezember, dass das Gaspipeline-Projekt South Stream geschlossen sei und es keine Rückkehr zu diesem Projekt geben werde.
Am gleichen Tag unterzeichneten Gazprom und die türkische BOTAŞ eine Absichtserklärung (Memorandum of Understanding) für den Bau der Pipeline von Russland in die Türkei. Ein Vertrag darüber wurde für Juni 2015 angekündigt. Der Bau einer Pipeline in Griechenland, die das Gas an der türkischen Grenze übernehmen und weitertransportieren soll, blieb vorerst Gegenstand politischer Abstimmungen.

### 2015
Miller kündigte am 14. Januar 2015 an, die Gaslieferungen über das Territorium der Ukraine mit der Inbetriebnahme von Turkish Stream gänzlich einstellen zu wollen. Er forderte die Europäer auf, die nötige Infrastruktur im Südosten des Kontinents zu schaffen, um eine Belieferung über die neue Pipeline zu ermöglichen. Die EU-Kommission war auch beim neuen Projekt skeptisch ob der Durchführbarkeit und fürchtete, Russland wolle Uneinigkeit zwischen EU-Staaten schüren.
Die Weiterarbeit am Projekt wurde nach dem Abschuss einer Suchoi Su-24 der russischen Luftwaffe durch die türkischen Luftstreitkräfte im November 2015 von Russland angehalten.

### 2016–2017
Im Juli 2016 wurden die Gespräche wiederaufgenommen. Im September erhielt Gazprom von den türkischen Behörden die erste Genehmigung für den Bau des Seeabschnitts durch den türkischen Teil des schwarzen Meeres, sowie für Untersuchungsarbeiten zu beiden Strängen der Offshore-Pipeline in der ausschließlichen Wirtschaftszone und in den Küstengewässern der Türkei.
Am 10. Oktober 2016 unterzeichneten die Energieminister beider Länder (Berat Albayrak (Kabinett Yıldırım) und Alexander Nowak (Kabinett Medwedew)) im Beisein der Präsidenten Erdoğan und Putin in Istanbul ein Regierungsabkommen über den Bau der Pipeline. Das Abkommen betrifft zwei Offshore-Röhren von Russland in die Türkei, die durch das Schwarze Meer verlegt werden, und außerdem eine Onshore-Röhre, die Gas an die türkische Grenze zu Nachbarstaaten transportieren soll.
Die Türkei ist nach Deutschland der zweitgrößte Exportmarkt für den staatlich kontrollierten russischen Energiekonzern Gazprom. Konzernchef Alexei Miller sagte im Herbst 2016, der Bau könne 2017 beginnen und 2019 beendet sein.
Am 4. Juli 2017 gab Präsident Putin persönlich den Baubeginn des Tiefwasserabschnitts bekannt.

### 2018–2019
Anfang 2018 war mehr als die Hälfte der Pipeline gebaut und für Ende 2019 wurde die Aufnahme von Gaslieferungen erwartet. Im November 2019 meldete Gazprom, sowohl der russische wie der türkische Abschnitt seien mit Gas befüllt worden.

### 2020
Am 8. Januar 2020 wurde der erste Abschnitt von Turkstream durch das Schwarze Meer durch die Präsidenten Erdoğan und Putin eröffnet. Anfang Januar war bereits der Beginn der Gaslieferungen nach Griechenland und Nordmazedonien bekannt gegeben worden.
Die Fertigstellung eines zweiten Onshore-Arms der Pipeline, der eine der vier Röhren von der Türkei aus durch Bulgarien, Serbien, Ungarn und die Slowakei nach Westeuropa fortführen soll, ist vorgesehen. Der bulgarische Premierminister Bojko Borissow sagte dem russischen „Kommersant“, dass der zweite Onshore-Arm erst im Jahr 2021 betriebsbereit sein wird.
Allerdings ist die Turkstream-Pipeline ebenso wie Nord Stream 2 von Sanktionen der USA betroffen.

### 2021
Seit Jahresbeginn bezieht Serbien russisches Gas über die Pipeline Balkan Stream.

### 2023
Trotz der Sanktionen gegen Russland seit dem Überfall auf die Ukraine fließen weiterhin beträchtliche Mengen russisches Erdgas aus Turkstream via Türkei und Bulgarien in die Europäische Union. Bulgarien leitet das importierte Erdgas an seine Nachbarn Rumänien, Serbien sowie Ungarn weiter und erhebt darauf seit 2023 eine Transitgebühr von zehn Euro pro Megawattstunde. Auf diesem Weg will Bulgarien 1,2 Milliarden Euro pro Jahr zusätzlich einnehmen.

### 2024
Die Gaslieferungen Russlands via TurkStream sollen um 23 % auf 16,7 Milliarden Kubikmeter gestiegen sein.

### 2025
Nach Einstellung des Gastransits der Ukraine nach Europa mit Anfang 2025 ist TurkStream die einzige Gaspipeline, mit der Russland direkt Europa noch mit Gas beliefern kann, darunter u. a. in die Slowakei. Laut Gokhan Yardim, ehemaliger Managers des staatlichen Energiekonzerns GOTA, eröffne das die Möglichkeit auf weitere 15 Milliarden Kubikmeter Gastransit.
Am 11. Januar 2025 hat die Ukraine eine Gaskompressorstation von TurkStream in Russland mit Drohnen angegriffen. Der Gastransport sei dadurch aber nicht unterbrochen worden.